# Aloe hildebrandtii
Aloe hildebrandtii är en grästrädsväxtart som beskrevs av John Gilbert Baker. Aloe hildebrandtii ingår i släktet Aloe och familjen grästrädsväxter. Inga underarter finns listade i Catalogue of Life.